# Det var en juleaften silde
Det var en juleaften silde er en julesang skrevet af Andreas Melchior Glückstad med melodi af Hans Christian Lumbye.